# Salvatore Armidoro
Salvatore Armidoro (Forio, 27 ottobre 1955) è un ex calciatore italiano, di ruolo centrocampista.

## Carriera
Cresciuto nelle giovanili del Napoli, con cui si aggiudica l'edizione 1975 del Torneo di Viareggio, nella stagione 1974-1975 non viene mai schierato in campo dalla prima squadra.
Viene quindi ceduto in prestito alla Casertana, con cui disputa da titolare il campionato di Serie C 1975-1976, chiuso con la retrocessione in Serie D dei campani.
Torna al Napoli nella stagione 1976-1977, nella quale riesce ad ottenere 4 presenze in Serie A (esordio il 20 febbraio 1977 nella sconfitta esterna col Verona, subentrando nella ripresa ad Andrea Orlandini) e 5 presenze nel girone di semifinale della Coppa Italia, con una rete nella vittoria esterna sulla SPAL.
Dopo una breve parentesi con l'Anconitana nel campionato 1977-1978, l'anno successivo fa ritorno ad Ischia per il torneo di Serie D 1978-1979 che terminerà con la retrocessione degli isolani. Con i gialloblu colleziona 25 presenze ed una rete.
Per il torneo 1979-1980 si trasferisce al Forio, nel campionato di Promozione, dove milita per 8 anni.

## Palmarès

### Club

#### Competizioni giovanili
- Torneo di Viareggio: 1

Napoli: 1975

#### Competizioni internazionali
- Coppa di Lega Italo-Inglese: 1

Napoli: 1976